# Dubrovačke ljetne igre
Dubrovačke ljetne igre festival je utemeljen 1950. godine. U jedinstvenom ambijentu zatvorenih i otvorenih scenskih prostora gotičko-renesansno-baroknog grada Dubrovnika – primjerice Knežev dvor, tvrđava Lovrjenac, tvrđava Minčeta, tvrđava Revelin, otok Lokrum, Gundulićeva poljana, Park Umjetničke škole i drugi – u vremenu od 10. srpnja do 25. kolovoza održavaju se brojne glazbene, dramske i plesne priredbe te izložbe i popratni program. 
Jedan je od najprestižnijih ljetnih festivala takve vrste u Hrvatskoj na kojem je nastupala većina hrvatskih kazališnih i glazbenih umjetnika te mnogi ugledni strani ansambli, solisti te glasovite družine.

## Program
Program Dubrovačkih ljetnih igara tradicionalno započinje 10. srpnja podizanjem zastave Libertas na Orlandov stup ispred crkve sv. Vlaha, uz barjaktare, fanfare, scenski spektakl i čitanje Himne slobodi.
Repertoar obuhvaća dramska djela, klasične i suvremene koncerte, operne produkcije, plesne izvedbe te interdisciplinarne projekte. Posebna pozornost posvećuje se domaćim autorima, osobito Marinu Držiću, Ivanu Gunduliću i Ranku Marinkoviću, ali i europskim klasicima poput Shakespearea i Molièrea.
Tijekom desetljeća, na Igrama su nastupala neka od najuglednijih imena svjetske umjetničke scene, uključujući dirigenta Zubina Mehtu, violinista Gidona Kremera, pijanista Ive Pogorelića, ansambl Hilliard Ensemble, te brojne domaće kazališne i glazbene velikane poput Rade Šerbedžije, Milke Trnine i Dubravke Tomšič. Program se tradicionalno zatvara 25. kolovoza uz simbolički oproštaj i ceremoniju spuštanja festivalske zastave s dubrovačke Onofrijeve česme.

## Vanjske poveznice
- Web stranica Dubrovačkih ljetnih igara
- Dramske predstave Dubrovačkih ljetnih igara
- LZMK / Proleksis enciklopedija: Dubrovačke ljetne igre
- Leksikon Marina Držića Dubrovačke ljetne igre